# Stéphane Heulot
Stéphane Heulot (Rennes, 20 de març de 1971) va ser un ciclista francès, professional entre 1992 i 2003. En el seu palmarès destaca el campionat nacional de ciclisme en ruta de 1996 i el fet de portar el mallot groc del Tour de França del mateix any durant 3 etapes.
El 2008 va crear l'equip Besson Chaussures, del qual és mànager.

## Palmarès
- 1990
  - 1r al Circuit de les dues provinces
- 1991
  - 1r al Tour de Normandia
- 1992
  - Vencedor d'una etapa de la París-Niça
  - Vencedor d'una etapa de l'Étoile de Bessèges
- 1994
  - 1r al Circuit de La Sarthe
- 1996
  -  Campió de França de ciclisme en ruta
  - 1r a la Cholet-Pays de Loire
  - 1r al Trofeu dels Escaladors
  - 1r a la Copa de França de ciclisme
- 1998
  - 1r a la Polynormande
- 1999
  - 1r al Tour del Llemosí i vencedor d'una etapa

### Resultats al Tour de França
- 1996. Abandona (7a etapa).  Porta el mallot groc durant 3 etapes
- 1997. 20è de la classificació general
- 1998. 13è de la classificació general
- 1999. 14è de la classificació general
- 2000. Abandona (14a etapa)
- 2001. 40è de la classificació general

### Resultats a la Volta a Espanya
- 2002. Abandona (6a etapa)